# Troendedop

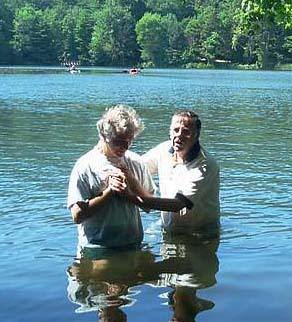
Troendedop

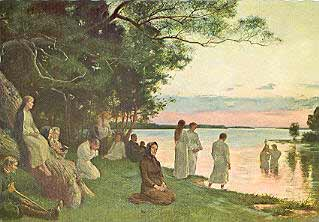
"Baptisterna" (1886)

Ett troendedop (latin: credobaptism), även kallat vuxendop, omvändelsedop, baptistiskt dop, medvetet dop, bibliskt dop eller bekännelsedop, är ett dop av en person på dennes egen begäran, till skillnad från barndop som utförs på spädbarn.

## Praktiserande
Ett antal frikyrkliga rörelser med rötter i den baptistiska eller anabaptistiska traditionen har främst praktiserat troendedop, däribland Pingströrelsen, Evangeliska Frikyrkan, Svenska Baptistsamfundet, Trosrörelsen, Adventistsamfundet och mennoniterna. Svenska Missionskyrkan och Svenska Alliansmissionen har praktiserat både barndop och troendedop.

## Teologi
Anhängare av troendedop menar att den första kristna kyrkan, såsom den beskrivs i Nya testamentet, inte förrättade barndop, utan att tron alltid kom före dopet. Jesus själv döpte inte barn utan välsignade dem (Mark 10:13-16), och döptes själv som vuxen (Luk 3:21-23). Inom andra kyrkobildningar pekar man på att formuleringar i Nya testamentet såsom "Hon lät döpa sig tillsammans med hela sin familj" (Apg 16:15 m.fl.) skulle kunna ha inneburit barndop, och menar att barndop kom in mycket tidigt i kyrkans historia. Vid sådana bibelställen står det dock aldrig att det fanns små barn i familjen, vilket inte kan tas för givet. Flera gånger när NT nämner att hela familjer döptes står det dessutom i sammanhanget att "alla" fylldes av den heliga Anden och började tala i tungor (Apg 10:44-48) eller att "hela hushållet" visade stor glädle över att ha kommit till tro (Apg 16:30-34). Detta förutsätter att de döpta var tillräckligt gamla för att kunna prata resp. förstå vad den kristna tron innebar - alltså äldre än spädbarn. I var fall om man ska tolka att alla fylldes av Anden och talade i tungor, och att alla gladdes över att ha kommit till tro, lika bokstavligt som att alla döptes.
Troendedopsförespråkare kan även hänvisa till Paulus, som inte betraktade barndopet som avgörande för huruvida barn skulle betraktas som heliga eller orena. Det avgörande var istället att en av föräldrarna var kristen. En kristen kvinna som var gift med en icke-kristen man (som sannolikt inte lät döpa barnen) förbjöds därmed att skilja sig med motiveringen att barnen ändå var heliga tack vare sin mammas tro (1 Kor 7:13-14). 
Anhängarna till troendedop tror inte på arvsynd i bemärkelsen att barn skulle födas i ett tillstånd av synd och skuld, utan definierar synd som den medvetna människans personliga avsiktliga synd. Således menar man att barndopet inte fyller någon funktion. Kyrkor och församlingar som praktiserar troendedop har ofta en barnvälsignelse, med utgångspunkt från att Jesus själv välsignade barnen (se ovan), för att välkomna ett nyfött barn och be om Guds beskydd och välsignelse över det. Vidare har företrädarna för troendedop genom historien verkat för religionsfrihet, och menar att ”spädbarnsbegjutelsen” är ett övergrepp på individens möjlighet att fatta ett beslut kring sin religionstillhörighet.
En troende och omvänd person som ännu inte är döpt, eller enbart barndöpt, betraktas idag inom baptistiska rörelser som pånyttfödd kristen och frälst. Dopet betraktas som en symbol för att man begraver det gamla livet och blir pånyttfödd, men den egentliga pånyttfödelsen anses ske vid omvändelsen. Det är dock en förenkling att påstå att alla som förordar troendedopet ser dopet enbart som en symbolisk bekräftelse av tron, och inte som ett sakrament. Det finns även troendedopsförespråkare som ser dopet som en helig handling, där Gud verkar genom att utgjuta sin Ande, under förutsättning att dopet sker utifrån en personlig tro hos den som döps. 
Det baptistiska dopet sker genom nedsänkning av hela kroppen i vatten, såsom beskrivs att Johannes döparen gjorde i Nya testamentet. 
Troendedop är medlemsgrundande i baptistiska kyrkogrenar. Medlemmar som byter församling tas emot på dopintyg. Idag tar vissa baptistiska församlingar emot medlemmar som genomgått barndop men inte är beredda att genomgå baptistiskt dop, efter samtal, till exempel anhöriga som är aktiva i församlingen men betraktar sitt barndop som ett fullgott dop. 
Av kritiker har baptister ibland kallats omdöpare eller vederdöpare, vilket kan leda till missförstånd. En baptistiskt döpt person som tappat och återfått tron döpes inte om igen, utan välkomnas åter som medlem i en baptistisk församling ändå. 
Trots begreppet vuxendop är det inte ovanligt att barn i 8 till 15 års ålder döps baptistiskt i Sverige, till skillnad från Östeuropa där man väntar med dopet till vuxen ålder, en tradition som bland annat har grund i lagstiftning på den sovjetiska tiden.

## Troendedop i Sverige
Även kyrkor som förordar barndop döper vuxna människor, om dessa inte blivit döpta som barn. Det gör att Svenska kyrkan är det kyrkosamfund i Sverige som genomför flest dop av vuxna, dock inte utifrån den teologi som vanligen avses då man talar om vuxendop. Inom baptistiska kyrkor accepteras därför inte alltid dop som vuxen i Svenska kyrkan som medlemsgrundande. Inom Svenska kyrkan accepteras baptistiskt döpta personer som medlemmar så länge dopet utförts i Faderns, Sonens och den helige andes namn.
Under 1840- och 50-talen var det vanligt att barn i baptistiska familjer tvångsdöptes av Svenska kyrkan, och föräldrarna fick betala räkningen. Svenska kyrkan agerade under denna tid inte sällan så att baptistiskt döpta personer förlorade sina arbeten. Människor som omvänt sig från alkoholism eller kriminalitet, låtit döpa sig och fått ett riktigt arbete kunde på så sätt åter hamna i arbetslöshet.

### Fotnoter
1. ↑  ”Frågor och svar om dopet”. Svenska kyrkan. Arkiverad från originalet den 20 februari 2016. https://web.archive.org/web/20160220215908/https://www.svenskakyrkan.se/troochandlighet/fragor-och-svar-om-dopet. Läst 8 januari 2016.
2. ↑  Kyrkoordning för Svenska kyrkan 2018 19 Kap. §1
3. ↑  ”Tvångsdop och dränkning”. Glimtar från Osby-traktens historia. http://tjhallberg.se/artiklar/Tvangsdop.pdf. Läst 7 januari 2016.